# Cerkljansko narečje
Cerkljánsko narečje je slovensko narečje, ki se govori po Cerkljanskem hribovju in bližnji okolici. Poleg Marka Razpeta, ki je med drugim objavil slovar Kako se reče po cerkljansko (2006), ga raziskuje Karmen Kenda - Jež. V njeni doktorski disertaciji iz leta 2003 je predstavljeno besedje, ki se poknjiženo začenja s črkami od A do K, v reviji Jezikoslovni zapiski pa je objavila fonološki (glasoslovni) opis kraja Cerkno in razpravo o soglasniških sklopih v cerkljanskem narečju.
V nasprotju s številnimi narečji rovtarske narečne skupine, ki so tekom zgodovine zaradi izseljevanja izgubljala govorce, je cerkljansko narečje še danes govorjeno na širšem območju in je prepoznavno v širši Sloveniji po svojih značilnih fonetičnih prvinah. Narečje se govori v grapah Trebuščice, Kanomlje in Cerknice. Govori se na območju Cerknega, Novakov, Šentviške gore in Otaleža.